# Point chaud (géologie)
Pour les articles homonymes, voir point chaud.

Fonctionnement d'un point chaud, avec la plaque tectonique (lithosphère) qui glisse sur l'asthénosphère supposée fixe tout comme le point chaud.

Un point chaud est, en géologie, une région à la surface d'une planète, d'étendue limitée et dont l'activité volcanique intense est due à des remontées chaudes de manteau nommées panaches. Actuellement[Quand ?], les connaissances sur les points chauds et les phénomènes internes à leur origine sont encore incomplètes.
Au sein de la Terre, certaines zones du manteau particulièrement chaudes et donc moins denses sont à l'origine d'une remontée de roches sous l'effet de la poussée d'Archimède. Il s'ensuit la formation d'un diapir mantellique qui remonte sous la forme d'un panache. Ce dernier, s'approchant de la surface de la Terre, commence à fondre par décompression (vers une profondeur de l'ordre de 100 km), engendrant un magma basaltique qui, dès qu'il est en proportion suffisante, traverse la lithosphère jusqu'à la percer, engendrant la formation de volcans dits de point chaud. Le déplacement des plaques tectoniques par rapport à la remontée mantellique est à l'origine d'alignements volcaniques à la surface de la Terre, dont seul le dernier volcan est en activité, comme les îles Hawaï, les îles Marquises ou l'archipel de la Société.
Les raisons pour lesquelles certains endroits du manteau sont relativement plus chauds demeurent incertaines. L'accumulation de matériaux réintroduits au sein du manteau à la faveur des subductions, et potentiellement enrichis en éléments radioactifs (potassium, uranium, thorium) donne une explication cohérente avec la mesure de signatures isotopiques particulières dans leurs matériaux épanchés en surface. L'évacuation de la chaleur du noyau terrestre, que ce soit sa chaleur résiduelle de formation, la chaleur latente de cristallisation de la graine ou la chaleur de radioactivité, est un autre moteur invoqué pour l'instabilité de la couche limite entre le noyau et le manteau, couche limite dont le subodoré statut de cimetière des plaques subduites depuis la ceinture de feu du Pacifique depuis environ 500 Ma, fait un bon candidat pour certains points chauds, comme celui d'Hawaï.

Carte des principaux points chauds mondiaux. Légende : 1 : Limite de plaque divergente (dorsale), 2 : Limite de plaque transformante, 3 : Limite de plaque de subduction,
4 : Zones de limite diffuse de plaque, 5 : Sélection de principaux points chauds.

## Historique du concept
La découverte des points chauds s'est effectuée parallèlement à celle de la tectonique des plaques.
En 1963, John Tuzo Wilson fait le constat que des chaînes volcaniques océaniques pouvaient avoir été « tracées » sur la plaque lithosphérique les supportant par une source magmatique fixe, située sous cette plaque, qui se meut avec le temps.
En 1971, William Jason Morgan suggère que cette source fixe sous la plaque est alimentée par un panache chaud montant au travers du manteau.
Depuis la fin des années 1990, d'autres hypothèses émergent qui font de la tectonique des plaques le moteur et du manteau l'origine des points chauds. Ceux-ci sont d'ailleurs plutôt nommés anomalies de fusion dans ces théories.
En 2003, Vincent Courtillot et al. proposent l'existence de trois types de points chauds en fonction de l'origine du panache mantellique : les points chauds dits primaires, à panache profond provenant sans doute de la limite inférieure du manteau (îles Hawaï, La Réunion), les points chauds dits secondaires, à panache intermédiaire provenant sans doute du toit de la zone de transition du manteau (îles Canaries, îles Galápagos), les points chauds dits superficiels liés aux zones de contrainte dans la lithosphère (Açores, Comores).

## Modèle
Le volcanisme de point chaud est dû à un magmatisme ayant percé la lithosphère jusqu'à sa partie supérieure, la croûte terrestre. Il est causé par des panaches de matériaux chauds qui remontent du manteau, ce qui conduit à la création de volcans :
- sous-marins, qui atteignent et dépassent parfois la surface de l'eau en formant des îles telles que Hawaii, La Réunion et l'île Maurice, les Maldives, les Açores, les îles Galápagos, etc. ;
- continentaux avec des épanchements considérables : 
  - les trapps du Deccan, vers -65 millions d'années ;
  - les trapps du plateau de la Columbia, dans l'État de Washington, au nord-ouest des États-Unis ;
  - dans le parc de Yellowstone ;
  - en Islande.

Les roches de ces points chauds sont des basaltes d'îles océaniques (OIB). Leur nature chimique particulière, dans la famille des basaltes, signe une origine différente des basaltes des dorsales océaniques (MORB). Les points chauds sont des témoins des déplacements des plaques lithosphériques, car le panache de matériaux chauds qui est à leur origine est, en première approximation, fixe.

Diagramme comparant les mécanismes du volcanisme de type point chaud avec ceux des volcanismes de dorsale et de subduction.

On peut ainsi suivre le déplacement de la plaque pacifique, à travers l'alignement des îles Marshall, et l'archipel des îles Empereur, par exemple. Ces archipels sont issus d'un même point chaud qui provoque la naissance d'un volcan. La plaque se déplaçant régulièrement, le volcan finit par s'éteindre et un autre apparaît au-dessus du point chaud. Par la datation des âges des basaltes constituant ces îles, on peut en déduire la vitesse de la plaque.
Les points chauds sont responsables d'épanchements de magmas en très grandes quantités, par exemple, les trapps du Deccan, de Sibérie, d'Éthiopie, ainsi que d'immenses plateaux océaniques (Ontong Java, plateau de Kerguelen, plateau caraïbe, plateau des Malouines/Falklands, etc.). Les matériaux sources des points chauds sont issus de couches limites dans le manteau, notamment celle située au-dessus de la limite entre manteau inférieur et manteau supérieur (à la profondeur de 670 km), et celle située au-dessus de la limite entre manteau et noyau (2 900 km). Outre ces couches limites, l'asthénosphère traversée et la lithosphère locale contribuent à la composition des magmas produits, ainsi que le tracent différents éléments chimiques étudiés par la géochimie.
L'activité des points chauds a probablement profondément modifié l'histoire de la Terre, d'une part en modifiant le climat de la planète et d'autre part, parce qu'on suppose qu'ils peuvent être associés à l'ouverture de certains océans :
- le climat mondial est modifié par les éruptions volcaniques, notamment lorsqu'elles ont une importance telle que celles à l'origine des trapps et des plateaux océaniques. Les effets sont différents selon l'échelle de temps considérée :
  - à l'échelle de l'année voire de la décennie selon l'importance de l'éruption, la projection dans l'atmosphère de particules très fines (cendres) provoque la création d'un voile qui diminue le rayonnement solaire à la surface du globe. Ceci entraîne donc une baisse des températures moyennes,
  - à l'échelle du millier voire du million d'années la libération de CO2 et d'autres gaz à effet de serre dans l'atmosphère qui accompagne les éruptions volcaniques est à l'origine d'une augmentation de celui-ci et donc d'un réchauffement des températures moyennes,
  - à l'échelle de plusieurs millions d'années l'altération des basaltes produits en grande quantité par les éruptions consomme du CO2. À long terme on observe donc une baisse de l'effet de serre et donc une baisse des températures moyennes à la surface du globe ;
- les points chauds sont suspectés d'intervenir aussi dans le phénomène de rifting actif. La remontée de matériel chaud depuis le manteau profond provoque l'amincissement de la lithosphère qui s'accompagne d'un bombement et souvent de tectonique en extension (c'est le cas dans l'Afar par exemple). Cet amincissement de la lithosphère la fragilise et peut conduire à la formation d'une zone de moindre résistance au sein d'une plaque lithosphérique. Selon les contraintes à l'échelle de la plaque on peut alors assister à son déchirement et à l'ouverture d'un nouvel océan. Ce scénario est proposé pour l'ouverture de l'océan Indien de l'ouest (trapps du Deccan), de l'Atlantique central (Province magmatique centre atlantique) et du sud (province du Parana et point chaud de Tristan da Cunha).

## Critiques
L'hypothèse point chaud est intéressante à plus d'un titre :
- elle est simple et explique la plupart des observations,
- les points chauds semblent rester fixes pendant que les plaques se déplacent en tous sens,
- la chimie de leur magma suggère une origine différente du manteau supérieur et de la croûte,
- les panaches apparaissent comme la contrepartie de la subduction des plaques,
- le phénomène est reproductible en laboratoire et par des modèles numériques,
- et l'hypothèse est fructueuse.

C'est même ce dernier point qui a retardé l'apparition d'explications alternatives. L'hypothèse était trop productive pour être abandonnée.
Néanmoins, les recherches stimulées par cette hypothèse, tout en confirmant certains points, ont mis en évidence que certaines preuves n'en étaient pas :
- la tomographie sismique montre bien ce qui pourrait être des panaches, mais seulement dans le manteau supérieur (ce qui n'est pas décisif, la précision étant en général insuffisante à grande profondeur),
- pour certains points chauds, on a pu déterminer que l'anomalie est superficielle (sous les Marquises il peut s'agir d'une anomalie de densité, sous le Yellowstone la zone de transition est froide et non chaude, sous l'Islande l'anomalie semble s'arrêter à 400 km de profondeur seulement),
- les anomalies de température et de fluidité et les anomalies chimiques entrent dans la variabilité normale du manteau supérieur.

## Liste des points chauds

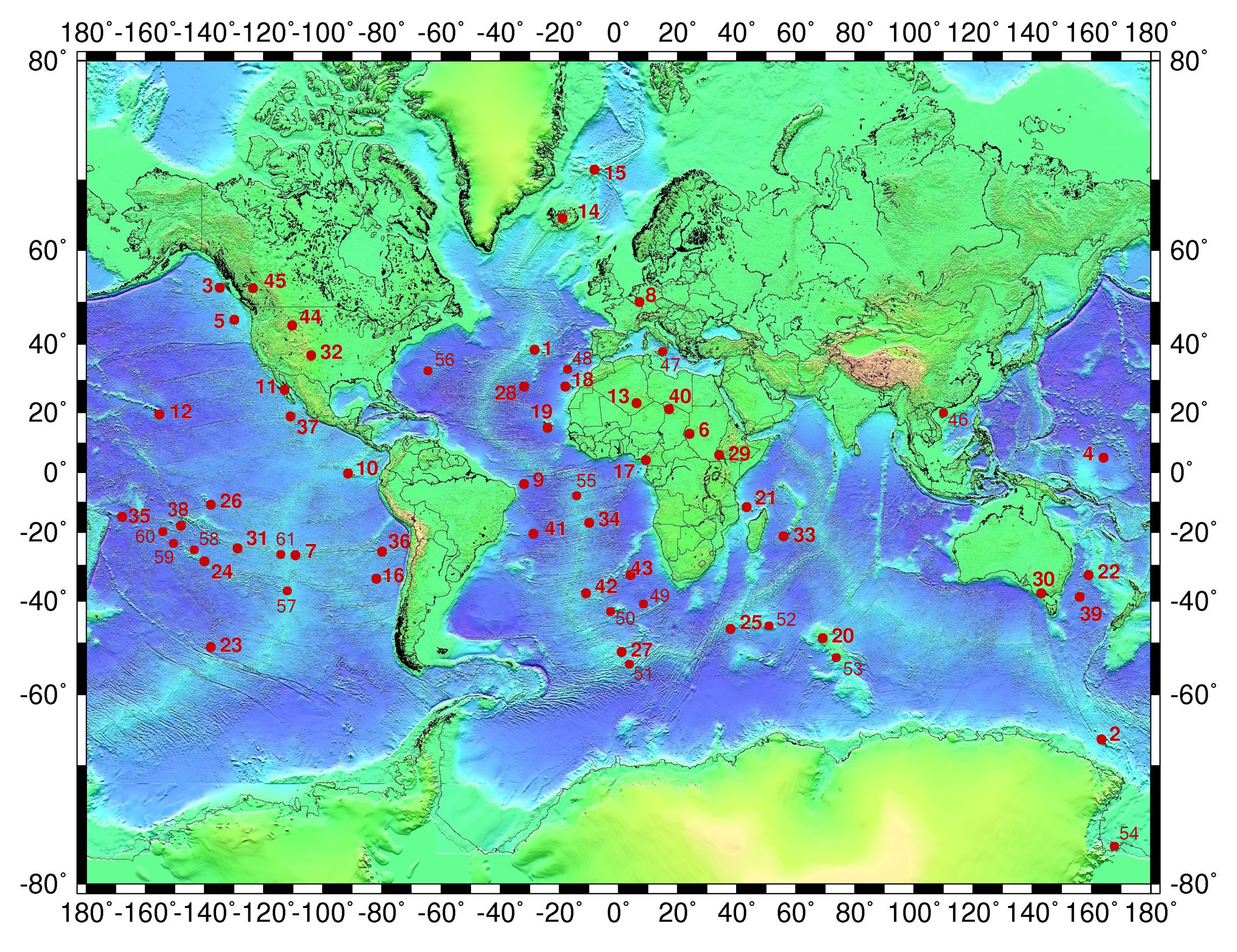
Carte indiquant la localisation de 61 points chauds, identifiés par un point rouge et un numéro.

La liste suivante recense les points chauds bien caractérisés par une ligne de volcans ou une grande province magmatique. Le numéro de point chaud de la colonne 2 fait référence à celui sur la carte ci-contre. Sauf indication contraire, les positions et déplacements des points chauds proviennent de l'ouvrage Plate velocities in hotspot reference frame de W. J. Morgan et J. P. Morgan.
Légende de la colonne « Déplacement » :
- p : précision de l'azimut, sur une échelle de 0,2 (très peu précis) à 1 (très précis). Quand la précision n'est pas quantifiée, elle est représentée par une lettre : 
  - A s'il existe presque certainement un point chaud, mais qu'il n'y a pas d'alignement volcanique visible,
  - B s'il y a peut-être un point chaud, mais sans certitude,
  - C s'il n'y a probablement pas de point chaud, même si certaines caractéristiques sont présentes ;
- az : azimut (direction du déplacement) ;
- v : vitesse du déplacement.

| Nom                                 | N° | Plaque                       | Position                     | Déplacement                                                                           | Commentaires |
| ----------------------------------- | -- | ---------------------------- | ---------------------------- | ------------------------------------------------------------------------------------- | --- |
| Açores                              | 1  | Eurasiatique Nord-américaine | 37° 54′ N, 26° 00′ O         | p = 0,5 ; az = 110 ± 12° p = 0,3 ; az = 280 ± 15°                                     | A donné naissance aux Açores |
| Afar                                | 29 | Africaine                    | 7° 00′ N, 39° 30′ E          | p = 0,2 ; az = 30 ± 15° ; v = 16 ± 8 mm/an                                            | Peut-être lié à la jonction triple de l'Afar il y a 30 Ma. |
| Anyuy                               |    | Nord-américaine              | 67° N, 166° E                | p = B-                                                                                | |
| Anahim                              | 45 | Nord-américaine              | 52° 54′ N, 123° 44′ O        |                                                                                       | A donné naissance à la ceinture volcanique d'Anahim |
| Arago                               | 59 | Pacifique                    | 23° 24′ S, 150° 42′ O        | p = 1 ; az = 296 ± 4° ; v = 120 ± 20 mm/an                                            | |
| Ascension                           | 55 | Sud-américaine               | 7° 54′ S, 14° 18′ O          |                                                                                       | A donné naissance à l'île de l'Ascension |
| Australes                           | 58 | Pacifique                    | 25° 36′ S, 143° 18′ O        | p = (1.0) ; az = 293 ± 3° ; v = 75 ± 15 mm/an                                         | A donné naissance aux îles Australes |
| Australie orientale                 | 30 | Australienne                 | 40° 48′ S, 146° 00′ E        | p = 0,3 ; az = 0 ± 15° ; v = 65 ± 3 mm/an                                             | |
| Baïkal                              |    | Eurasiatique                 | 51° N, 101° E                | p = 0,2 ; az = 80 ± 15°                                                               | |
| Balleny                             | 2  | Antarctique                  | 67° 36′ S, 164° 48′ E        | p = 0,2 ; az = 325 ± 7°                                                               | A donné naissance aux îles Balleny |
| Bermudes                            | 56 | Nord-américaine              | 32° 36′ N, 64° 18′ O         | p = 0,3 ; az = 260 ± 15°                                                              | A donné naissance aux Bermudes |
| Bouvet                              | 51 | Africaine                    | 54° 24′ S, 3° 24′ E          | p = C                                                                                 | A donné naissance à l'île Bouvet |
| Bowie / Pratt-Welker                | 3  | Pacifique                    | 53° 00′ N, 134° 48′ O        | p = 0,8 ; az = 306 ± 4° ; v = 40 ± 20 mm/an                                           | |
| Cameroun                            | 17 | Africaine                    | 2° 00′ N, 5° 06′ E           | p = 0,3 ; az = 32 ± 3° ; v = 15 ± 5 mm/an                                             | A donné naissance à la ligne du Cameroun |
| Canaries                            | 18 | Africaine                    | 28° 12′ N, 18° 00′ O         | p = 1 ; az = 94 ± 8° ; v = 20 ± 4 mm/an                                               | A donné naissance aux îles Canaries |
| Cap-Vert                            | 19 | Africaine                    | 16° N, 24° O                 | p = 0,2 ; az = 60 ± 30°                                                               | A donné naissance aux îles du Cap-Vert |
| Carolines                           | 4  | Pacifique                    | 4° 48′ N, 164° 24′ E         | p = 1 ; az = 289 ± 4° ; v = 135 ± 20 mm/an                                            | |
| Cobb                                | 5  | Pacifique                    | 46° 00′ N, 130° 06′ O        | p = 1 ; az = 321 ± 5° ; v = 43 ± 3 mm/an                                              | |
| Cocos                               | 60 | Australienne                 | 17° 00′ S, 94° 30′ E         | p = 0,2 ; az = 28° ± 6°                                                               | A donné naissance à l'île Cocos |
| Comores                             | 21 | Africaine                    | 11° 30′ S, 43° 18′ E         | p = 0,5 ; az = 118 ± 10° ; v = 35 ± 10 mm/an                                          | A donné naissance à l'archipel des Comores |
| Crough                              | 61 | Pacifique                    | 26° 54′ S, 114° 36′ O        | p = 0,8 ; az = 284 ± 2°                                                               | |
| Crozet                              | 52 | Antarctique                  | 46° 06′ S, 50° 12′ E         | p = 0,8 ; az = 109 ± 10° ; v = 25 ± 13 mm/an                                          | A donné naissance à l'archipel Crozet. Peut-être lié à la province ignée de Karoo-Ferrar il y a 183 Ma.                                                                                    |
| Darfour                             | 6  | Africaine                    | 13° 00′ N, 24° 12′ E         | p = 0,5 ; az = 45 ± 8°                                                                | A donné naissance aux monts Marrah |
| Discovery                           | 50 | Africaine                    | 43° 00′ S, 2° 42′ O          | p = 1 ; az = 68 ± 3°                                                                  | |
| Eifel                               | 8  | Eurasiatique                 | 50° 12′ N, 6° 42′ E          | p = 1 ; az = 82 ± 8° ; v = 12 ± 2 mm/an                                               | A donné naissance au massif de l'Eifel |
| Erebus                              | 54 | Antarctique                  | 77° 30′ S, 167° 12′ E        | p = A                                                                                 | A donné naissance au mont Erebus |
| Etna                                | 47 | Africaine                    | 37° 45′ 18″ N, 14° 59′ 43″ E | p = A                                                                                 | A donné naissance à l'Etna |
| Euterpe                             |    | Pacifique                    |                              |                                                                                       | Éteint |
| Fernando de Noronha                 | 9  | Sud-américaine               | 3° 48′ S, 32° 24′ O          | p = 1 ; az = 266 ± 7°                                                                 | A donné naissance à Fernando de Noronha. Peut-être lié à la province magmatique centre atlantique il y a environ 200 Ma.                                                                   |
| Foundation                          | 57 | Pacifique                    | 37° 42′ S, 111° 06′ O        | p = 1 ; az = 292 ± 3° ; v = 80 ± 6 mm/an                                              | |
| Galápagos                           | 10 | Nazca Cocos                  | 0° 24′ S, 91° 36′ O          | p = 1 ; az = 96 ± 5° ; v = 55 ± 8 mm/an p = 0,5 ; az = 45 ± 6°                        | A donné naissance aux îles Galápagos. Peut-être lié à la grande province ignée caribéenne il y a 88 à 95 Ma.                                                                               |
| Gough                               | 49 | Africaine                    | 40° 19′ S, 9° 56′ O,         | p = 0,8 ; az = 79 ± 5° ; v = 18 ± 3 mm/an                                             | A donné naissance à l'île Gough |
| Guadalupe                           | 11 | Pacifique                    | 27° 42′ N, 114° 30′ O        | p = 0,8 ; az = 292 ± 5° ; v = 80 ± 10 mm/an                                           | |
| Guyanes                             |    | Sud-américaine               | 5° N, 61° O                  | p = B                                                                                 | |
| Hainan                              | 46 | Eurasiatique                 | 20° N, 110° E                | az = 0 ± 15°                                                                          | |
| Hawaï                               | 12 | Pacifique                    | 19° 00′ N, 155° 12′ O        | p = 1 ; az = 304 ± 3° ; v = 92 ± 3 mm/an                                              | A donné naissance à Hawaï |
| Heard                               | 53 | Antarctique                  | 53° 06′ S, 73° 30′ E         | p = 0,2 ; az = 30 ± 20°                                                               | A donné naissance aux îles Heard-et-MacDonald |
| Hoggar                              | 13 | Africaine                    | 23° 18′ N, 5° 36′ E          | p = 0,3 ; az = 46 ± 12°                                                               | A donné naissance au Hoggar |
| Islande                             | 14 | Eurasiatique Nord-américaine | 64° 24′ N, 17° 18′ O         | p = 0,8 ; az = 75 ± 10° ; v = 5 ± 3 mm/an p = 0,8 ; az = 287 ± 10° ; v = 15 ± 5 mm/an | A donné naissance à l'Islande. Peut-être apparu avec la dorsale médio-atlantique il y a 62 Ma.                                                                                             |
| Jan Mayen                           | 15 | Eurasiatique                 | 71° N, 9° O                  | p = C                                                                                 | A donné naissance à l'île Jan Mayen |
| Juan Fernández                      | 16 | Nazca                        | 33° 54′ S, 81° 48′ O         | p = 1 ; az = 84 ± 3° ; v = 80 ± 20 mm/an                                              | A donné naissance à l'archipel Juan Fernández |
| Karisimbi                           |    | Africaine                    | 1° 30′ S, 29° 24′ E          | p = B                                                                                 | A donné naissance aux montagnes des Virunga |
| Kerguelen                           | 20 | Antarctique                  | 49° 36′ S, 69° 00′ E         | p = 0,2 ; az = 50 ± 30° ; v = 3 ± 1 mm/an                                             | Peut-être lié au Plateau des Kerguelen il y a environ 130 Ma. A donné naissance aux îles Kerguelen. Les îles Saint-Paul et Nouvelle-Amsterdam peuvent avoir été créées par ce point chaud. |
| Kilimandjaro                        |    | Africaine                    | 3° 00′ S, 37° 30′ E          | p = B                                                                                 | A donné naissance au Kilimandjaro |
| Lord Howe                           | 22 | Australienne                 | 34° 42′ S, 159° 48′ E        | p = 0,8 ; az = 351 ± 10°                                                              | A donné naissance à l'île Lord Howe |
| Louisville                          | 23 | Pacifique                    | 53° 36′ S, 140° 36′ O        | p = 1 ; az = 316 ± 5° ; v = 67 ± 5 mm/an                                              | Peut-être lié au plateau d'Ontong Java il y a 125 à 120 Ma. |
| Macdonald                           | 24 | Pacifique                    | 29° 00′ S, 140° 18′ O        | p = 1 ; az = 289 ± 6° ; v = 105 ± 10 mm/an                                            | |
| Mackenzie                           |    | Nord-américaine              |                              |                                                                                       | Éteint |
| Madère                              | 48 | Africaine                    | 32° 36′ N, 17° 18′ O         | p = 0,3 ; az = 55 ± 15° ; v = 8 ± 3 mm/an                                             | A donné naissance à Madère |
| Maria / Cook méridionales           | 60 | Pacifique                    | 20° 12′ S, 153° 48′ O        | p = 0,8 ; az = 300 ± 4°                                                               | |
| Marion                              | 25 | Antarctique                  | 46° 54′ S, 37° 36′ E         | p = 0,5 ; az = 80 ± 12°                                                               | |
| Marquises                           | 26 | Pacifique                    | 10° 18′ S, 139° 00′ O        | p = 0,5 ; az = 319 ± 8° ; v = 93 ± 7 mm/an                                            | |
| Martin Vaz                          |    | Sud-américaine               | 20° 30′ S, 28° 48′ O         | p = 1 ; az = 264 ± 5° ; v = 30 ± 20 mm/an                                             | |
| Massif Central                      |    | Eurasiatique                 | 45° 06′ N, 2° 42′ E          | p = B ; az = 97 ± 12°                                                                 | A donné naissance au Massif central |
| Matachewan                          |    | Nord-américaine              |                              |                                                                                       | Éteint |
| Nouvelle-Angleterre / Grand Météore | 28 | Africaine                    | 29° 24′ N, 29° 12′ O         | p = 0,8 ; az = 40 ± 10°                                                               | |
| Ob-Lena                             |    | Antarctique                  | 52° 12′ S, 40° 00′ E         | p = 1.0 ; az = 108 ± 6°                                                               | |
| Île de Paques                       | 7  | Nazca                        | 26° 24′ S, 106° 30′ O        | p = 1 ; az = 87 ± 3° ; v = 95 ± 5 mm/an                                               | A donné naissance à l'île de Pâques |
| Pierre Ier                          |    | Antarctique                  | 68° 48′ S, 90° 36′ O         | p = B                                                                                 | A donné naissance à l'île Pierre-Ier |
| Pitcairn                            | 31 | Pacifique                    | 25° 24′ S, 129° 18′ O        | p = 1 ; az = 293 ± 3° ; v = 90 ± 15 mm/an                                             | A donné naissance à l'île Pitcairn |
| Rarotonga                           |    | Pacifique                    | 21° 30′ S, 201° 00′ O        |                                                                                       | A donné naissance à l'île de Rarotonga |
| Raton                               | 32 | Nord-américaine              | 36° 48′ N, 104° 06′ O        | p = 1 ; az = 240 ± 4° ; v = 30 ± 20 mm/an                                             | |
| La Réunion                          | 33 | Africaine                    | 21° 12′ S, 55° 42′ E         | p = 0,8 ; az = 47 ± 10° ; v = 40 ± 10 mm/an                                           | A donné naissance aux Mascareignes, à l'archipel des Chagos, aux Maldives et aux trapps du Deccan (principalement actifs entre il y a 66 et 68,5 Ma)                                       |
| Rungwe                              |    | Africaine                    | 8° 18′ S, 33° 54′ E          | p = B+                                                                                | |
| Sainte-Hélène                       | 34 | Africaine                    | 16° 30′ S, 9° 30′ O          | p = 1 ; az = 78 ± 5° ; v = 20 ± 3 mm/an                                               | A donné naissance à Sainte-Hélène |
| Samoa                               | 35 | Pacifique                    | 14° 30′ S, 168° 12′ O        | p = 0,8 ; az = 285 ± 5° ; v = 95 ± 20 mm/an                                           | A donné naissance aux îles Samoa, à Wallis et à Niulakita |
| Scott                               |    | Antarctique                  | 68° 48′ S, 178° 48′ O        | p = 0,2 ; az = 346 ± 5°                                                               | |
| San Felix                           | 36 | Nazca                        | 26° 24′ S, 80° 06′ O         | p = 0,3 ; az = 83 ± 8°                                                                | A donné naissance aux îles Desventuradas |
| Shona                               | 27 | Africaine                    | 51° 24′ S, 1° 00′ O          | p = 0,3 ; az = 74 ± 6°                                                                | Également nommé point chaud du Météor. |
| Société                             | 38 | Pacifique                    | 18° 12′ S, 148° 24′ O        | p = 0,8 ; az = 295 ± 5° ; v = 109 ± 10 mm/an                                          | |
| Socorro                             | 37 | Pacifique                    | 19° N, 111° O                |                                                                                       | A donné naissance aux îles Revillagigedo |
| Tasmantides                         | 39 | Australienne                 | 40° 24′ S, 155° 30′ E        | p = 0,8 ; az = 7 ± 5° ; v = 63 ± 5 mm/an                                              | |
| Tibesti                             | 40 | Africaine                    | 20° 48′ N, 17° 30′ E         | p = 0,2 ; az = 30 ± 15°                                                               | A donné naissance au Tibesti |
| Trindade                            | 41 | Sud-américaine               | 20° 30′ S, 28° 48′ O         | p = 1 ; az = 264 ± 5°                                                                 | A donné naissance à Trindade et Martin Vaz |
| Tristan da Cunha                    | 42 | Africaine                    | 37° 12′ S, 12° 18′ O         |                                                                                       | A donné naissance à Tristan da Cunha |
| Vema                                | 43 | Africaine                    | 32° 06′ S, 6° 18′ O          |                                                                                       | Peut-être lié aux trapps d'Etendeka et de Paraná il y a environ 132 Ma, via la dorsale de Walvis.                                                                                          |
| Yellowstone                         | 44 | Nord-américaine              | 44° 30′ N, 110° 24′ O        | p = 0,8 ; az = 235 ± 5° ; v = 26 ± 5 mm/an                                            | A donné naissance à la caldeira de Yellowstone. Peut-être lié au groupe basaltique du Columbia il y a 14 à 17 Ma.                                                                          |

### Couples antipodaux
Sur les 45 points chauds « primaires » trouvés dans la plupart des compilations, 22 (soit 49 %) forment des paires antipodales (dans la limite des dérives observées, moins de 20 mm/an). Quant ils sont connus, les âges ou plages d'âge des deux points chauds d'une paire se chevauchent ou sont inférieurs à 10 Ma. Les paires comprennent toutes au moins un point chaud océanique, systématiquement opposé à un point chaud lié à une grande province ignée. Ce volcanisme continental pourrait être dû à la focalisation au point antipodal de l'énergie sismique générée par un impact cosmique particulièrement violent, en domaine océanique.